# Elnur Süleymanov
Elnur Süleymanov (ur. 27 września 1992) – azerski bokser, srebrny medalista World Combat Games 2013, wicemistrz Azerbejdżanu w kategorii półśredniej z roku 2013, reprezentant Azerbejdżanu na Mistrzostwach Europy 2013 oraz na Letniej Uniwersjadzie 2013

## Kariera
W październiku 2011 był uczestnikiem turnieju im. Semizorowa w Togliatti. W ćwierćfinale przegrał na punkty (4:6) z Islamem Dumanovem, odpadając z rywalizacji. W styczniu 2013 zdobył srebrny medal w kategorii półśredniej na Mistrzostwach Azerbejdżanu w Baku. Po pokonaniu trzech rywali, w finale zmierzył się z Tamerlanem Abdullayevem, przegrywając z nim przed czasem. W czerwcu 2013 reprezentował Azerbejdżan w kategorii półśredniej na Mistrzostwach Europy w Mińsku. W 1/16 finału zmierzył się z reprezentantem Armenii Armanem Hovhikyanem, ulegając mu wyraźnie na punkty. W lipcu 2013 startował na Letniej Uniwersjadzie w Kazaniu. W 1/16 finału przegrał niejednogłośnie na punkty z Francuzem Souleymanem Cissokho, odpadając z rywalizacji. W październiku tego samego roku zdobył srebrny medal na World Combat Games 2013 w Sankt Petersburgu. W półfinale kategorii półśredniej pokonał przed czasem w trzeciej rundzie Amerykanina Tony'ego Loseya, a w finale przegrał na punkty z Rosjaninem Islamem Edisultanovem.
W maju 2014 rywalizował na turnieju im. Sidneya Jacksona w Taszkencie, odpadając w początkowej fazie turnieju. W styczniu 2015 uczestniczył w Mistrzostwach Azerbejdżanu. Doszedł do ćwierćfinału mistrzostw, przegrywając w nim z byłym wicemistrzem świata Ramalem Aslanovem.